# Santo Stefano del Sole
Santo Stefano del Sole é uma comuna italiana da região da Campania, província de Avellino, com cerca de 1.936 habitantes. Estende-se por uma área de 10 km², tendo uma densidade populacional de 194 hab/km². Faz fronteira com Atripalda, Cesinali, San Michele di Serino, Santa Lucia di Serino, Serino, Sorbo Serpico, Volturara Irpina.

## Demografia
| Variação demográfica do município entre 1861 e 2011                               |
|                                                                                   |
| Fonte: Istituto Nazionale di Statistica (ISTAT) - Elaboração gráfica da Wikipedia |